# Newport, Oregon
Newport är en stad och administrativt centrum i Lincoln County i delstaten Oregon, USA, och är belägen vid Stilla havets kust. Antalet invånare i staden år 2010 var 9,989. 